# Zesdaagse Veldtocht

Veldslagen van Napoleon in 1814 in Frankrijk

De Zesdaagse Veldtocht (10 februari - 14 februari 1814) was een laatste reeks van overwinningen voor de troepen van Napoleon Bonaparte in de slotfase van de Zesde Coalitieoorlog in de omgeving van Parijs. Met een leger van slechts 70.000 soldaten stond de keizer tegenover minstens een half miljoen geallieerde troepen, die in meerdere legergroepen oprukten onder het commando van onder anderen veldmaarschalk Prins von Blücher en veldmaarschalk Prins zu Schwarzenberg.
Tijdens de Zesdaagse Veldtocht van 10 februari tot en met 14 februari bracht Napoleon vier zware nederlagen toe aan het Leger van Silezië van Blücher in de slag bij Champaubert, de slag bij Montmirail, de slag bij Château-Thierry en de slag bij Vauchamps. Hij slaagde erin om 17.750 slachtoffers te maken onder Blüchers troepenmacht van 120.000 met zijn leger van 30.000 man, waardoor latere historici beweerden dat de Zesdaagse Veldtocht zijn beste campagne was.
De overwinningen waren echter niet genoeg om de grotere strategische situatie te wijzigen, en het grotere leger van de coalitie was in staat om eind maart Parijs in te nemen.

## Slagen in de campagne
- Slag bij Champaubert (10 februari 1814) - 4.000 Russische slachtoffers en generaal Sachar Dmitrijevitsj Olsoefjev gevangengenomen, tegenover circa 200 Franse slachtoffers[1].

- Slag bij Montmirail (11 februari 1814) – 4.000 geallieerde slachtoffers tegenover 2.000 Frans slachtoffers[1].

- Slag bij Château-Thierry (12 februari 1814) – 1.250 Pruisische, 1.500 Russische slachtoffers en negen stuks artillerie verloren, tegenover circa 600 Franse slachtoffers[1].

- Slag bij Vauchamps (14 februari 1814) – 7.000 Pruisische slachtoffers en 16 stuks artillerie verloren tegenover circa 600 Franse slachtoffers[1].